# Valentin Andreas Möllenbrock
Valentin Andreas Möllenbrock (latinisiert Valentinus Andreas Moellenbroccius; * 1. Juni 1623 in Erfurt; † 8. August 1675 in Halle (Saale)) war ein deutscher Mediziner.

## Leben
Valentin Andreas Möllenbrock war der Sohn des aus Soest stammenden und in Erfurt lebenden Kaufmanns Andreas Möllenbrock. 1639 bezog er die Universität Erfurt, studierte dort anfangs Theologie, wechselte aber zur Medizin und Chemie. Nach Aufenthalten in Straßburg, Leipzig und Jena erhielt er im Oktober 1650 die Doktorwürde der Universität Jena. Ab Juli 1651 war er Professor an der Universität Erfurt und wurde am 28. September 1652 mit dem Beinamen Pegasus I. als Mitglied (Matrikel-Nr. 6) in die Academia Naturae Curiosorum, die heutige Deutsche Akademie der Naturforscher Leopoldina, aufgenommen. Am 3. Februar 1675 wurde er Stadtphysicus in Halle, verstarb aber bereits am 8. August des Jahres.
Möllenbrock heiratete am 3. September 1650 die Witwe des Juristen Caspar Bierling und hatte mit ihr zusammen eine Tochter und einen Sohn.

## Werke (Auswahl)
- Positionum Medicarum Pentas. Kempffius, Ienae 1650 (Latein).
- Disputatio Medica De Peste. Michaelis, Erfurti 1654 (Latein).
- Disputationum Medicarum De Ventriculo Prima exhibens eius Definitionem & accidentia. Typis Hertzianis, Erfurti 1655 (Latein).
- Disputationum Medicarum De Ventriculo Secunda Exhibens de eo quaestiones quasdam utiles & necessarias. Michael, Erfurti 1656 (Latein).